# Nina Lintzén
Nina Lintzén (* 17. Dezember 1978) ist eine ehemalige schwedische Skilangläuferin.

## Werdegang
Lintzén startete im März 2003 erstmals im Skilanglauf-Marathon-Cup und belegte dabei den 17. Platz beim Wasalauf. Im Jahr 2007 und 2008 wurde sie jeweils Fünfte beim Wasalauf. In der Saison 2008/09 kam sie beim Marcialonga, beim König-Ludwig-Lauf und beim Wasalauf jeweils auf den dritten Platz und erreichte damit den vierten Platz in der Gesamtwertung des Marathon Cups. In der folgenden Saison errang sie im Marathon Cup fünf Top-Zehn-Platzierungen und erreichte damit erneut den vierten Platz in der Gesamtwertung. In der Saison 2010/11 wurde sie Vierte im Wasalauf und Zweite beim Finlandia-hiihto über 50 km klassisch. Zudem belegte sie den siebten Platz beim Dolomitenlauf und jeweils den sechsten Rang beim Isergebirgslauf und beim Marcialonga und erreichte zum Saisonende den sechsten Platz in der Gesamtwertung des Marathon Cups und den fünften Rang in der Gesamtwertung der Ski Classics. In der Saison 2012/13 errang sie mit drei Top-Zehn-Platzierungen den neunten Platz in der Gesamtwertung der Ski Classics. Im März 2017 wurde sie Achte beim Wasalauf. Im folgenden Monat siegte sie beim Nordenskiöldsloppet nach Platz drei im Vorjahr, dem längsten Skilanglaufrennen der Welt über 220 km. Letztmals international startete sie im April 2022 beim Ylläs–Levi-Lauf, wobei sie den 33. Platz errang.